# Common Property
Common Property er en amerikansk stumfilm fra 1919 af Paul Powell.

## Medvirkende
- Robert Anderson som Paval Pavlovitch
- Nell Craig som Anna Pavlovitch
- Colleen Moore som Tatyone
- John Cook som Stepan
- Frank Leigh som Ivan